# Freqüència al·lèlica
La freqüència al·lèlica és la mesura de la freqüència relativa d'un al·lel en un locus genètic en una població. Normalment s'expressa com una proporció o un percentatge. En genètica de poblacions, les freqüències al·lèliques mostren la diversitat genètica de poblacions d'espècies o equivalentment la riquesa del seu "pool" genètic.